# Bahnreform
Bahnreform – reforma kolejnictwa w Niemczech przeprowadzona w latach 1993–1994.
Reforma ta została wymuszona procesem zjednoczenia Niemiec i potrzebą dokonania scalenia dwóch działających oddzielnie państwowych przedsiębiorstw kolejowych.
Oba dotychczasowe przedsiębiorstwa – Deutsche Bundesbahn (RFN) i Deutsche Reichsbahn (NRD) znajdowały się w poważnym kryzysie. W przypadku Deutsche Reichsbahn problemem były zapóźnienia technologiczne i inwestycyjne, a także przerost zatrudnienia. Deutsche Bundesbahn borykała się z deficytem i długiem sięgającym 40 miliardów marek.
Celem reformy było zmniejszenie obciążeń dla budżetu federalnego i zrównoważenie sytuacji na kolei. Wraz z połączeniem obu przedsiębiorstw dokonano przekształcenia ich w spółkę komercyjną (Deutsche Bahn AG) ze 100-procentowym udziałem właścicielskim państwa.
Odpowiedzialność za finansowanie przewozów regionalnych przeniesiono na władze poszczególnych krajów związkowych (landów).
Otwarto także rynek kolejowy na konkurencję – przede wszystkim rynek przewozów regionalnych.
Jednocześnie w ramach reformy utworzono Bundeseisenbahnvermögen – BEV (majątek kolei federalnej) – przeprowadzając proces oddłużania nowo powstających przedsiębiorstw kolejowych. Podmiot ten przejął 32 mld euro długów kolei zachodnioniemieckiej – koszt operacji obciążył budżet federalny.